# Козлы (Горецкий район)
Козлы́ (бел. Казлы́) — деревня в составе Рудковщинского сельсовета Горецкого района Могилёвской области Республики Беларусь.

## Население
- 1999 год — 47 человек
- 2010 год — 24 человека